# Leptohyphidae
Leptohyphidae is een familie van haften (Ephemeroptera).

## Geslachten
De familie Leptohyphidae omvat de volgende geslachten:
- Ableptemetes Wiersema & McCafferty, 2000
- Allenhyphes Hofmann & Sartori, 1999
- Amanahyphes Salles & Molineri, 2006
- Cabecar Baumgardner & Ávila, 2006
- Haplohyphes Allen, 1966
- Leptohyphes Eaton, 1882
- Leptohyphodes Ulmer, 1920
- Lumahyphes Molineri, 2004
- Macunahyphes Dias, Salles & Molineri, 2005
- Traverhyphes Molineri, 2001
- Tricorythodes Ulmer, 1920
- Tricorythopsis Traver, 1958
- Vacupernius Wiersema & McCafferty, 2000
- Yaurina Molineri, 2001